# Metamorphosis (EP)
Metamorphosis ist die erste EP der norwegischen Band Ulver. Sie erschien im Jahr 1999 bei Jester Records und wurde über Voices of Wonder vertrieben.

## Entstehung und Veröffentlichung
Die EP sollte als Vorgeschmack auf das nächste Album Perdition City – Music to an Interior Film dienen, das bereits auf dem Backcover angekündigt wurde. Im Februar 2016 wurden beide schließlich zusammen als Doppel-LP wiederveröffentlicht. Ulver, nur noch aus Kristoffer Rygg und Tore Ylwizaker bestehend, nahmen Metamorphosis in den Jester- und Beep-Jam-Studios auf. Ylwizaker mischte die EP bei Endless Sound Productions, Ingar Hunskaar masterte es bei Strype Laboratories.

## Titelliste
Die Stücke wurden von Rygg und Ylwizaker geschrieben. Für „Gnosis“ wurde ein Auszug aus Arthur Rimbauds Une saison en enfer verwendet. Ein Musikvideo zu „Limbo Central“ erschien auf Perdition City.
1. Of Wolves & Vibrancy – 4:45
2. Gnosis – 7:59
3. Limbo Central (Theme from Perdition City) – 3:36
4. Of Wolves & Withdrawal – 8:55

## Stil
Ein im Inlay von Metamorphosis abgedruckter Kommentar bringt Ulvers deutliche Ablehnung gegenüber einer Kategorisierung als Black-Metal-Band zum Ausdruck. Der Titel der EP ist also programmatisch, denn die Band vollzieht nun endgültig die mit Themes from William Blake’s The Marriage of Heaven and Hell angedeutete Metamorphose von der Metal- zur Electronica-Band. Die Stücke auf der EP sind dem Techno, Trip-Hop und Ambient zuzuordnen. Es finden sich hektische Beats und Loops, elektronische Effekte und Geräusche sowie minimalistische Klangflächen. Die Stücke sind größtenteils instrumental.

## Rezeption
Die Reaktionen auf die EP waren überwiegend positiv. William York von Allmusic betrachtet Metamorphosis zwar nicht als Ulvers herausragendste Veröffentlichung, jedoch als lohnend für Fans ihrer Post-Metal-Phase. Gunnar Claußen von den Babyblauen Seiten hält die EP für „durchaus spannend“, Andreas Stappert vom Rock Hard für „[s]ehr bizarr, aber durchaus interessant“.